# Somalispornlerche
Die Somalispornlerche (Heteromirafra archeri) ist eine seltene, kaum erforschte Lerche, die im Nordwesten Somalias endemisch ist. Benannt ist die Art nach Sir Geoffrey Francis Archer, dem Gouverneur von Britisch-Somaliland von 1914 bis 1922.
Die 1968 entdeckte und 1975 wissenschaftlich als Unterart beschriebene Sidamospornlerche (Heteromirafra archeri sidamoensis) gilt heute als mit der Somalispornlerche identisch.

## Beschreibung
Die Somalispornlerche erreicht eine Länge von 14–17 Zentimetern und ein Gewicht von 30 Gramm. Sie hat einen kleinen, plumpen Körper, einen großen Kopf, eine aufrecht stehende Haube und einen kurzen, dünnen Schwanz. Die Oberseite zeigt ein auffälliges Schuppenmuster. Die Unterseite ist lederfarben verwaschen mit starken Streifen auf der Brust. Die äußeren Schwanzfedern sind weiß. Wie bei allen Spornlerchen ist die hakenförmige Hinterkralle zu einem Sporn verlängert. Die Geschlechter sehen gleich aus.

## Lautäußerungen
Der Gesang des Männchens besteht aus einer Reihe von summenden Pfiffen und Trillern, die länger und unterschiedlicher sind als bei der verwandten Transvaalspornlerche (Heteromirafra ruddi). Wenn die Somalispornlerche aufgescheucht wird, ist manchmal ein weiches tswee-ee-eep zu hören, während sie drei bis vier Meter über dem Boden schwirrt.

## Verbreitung

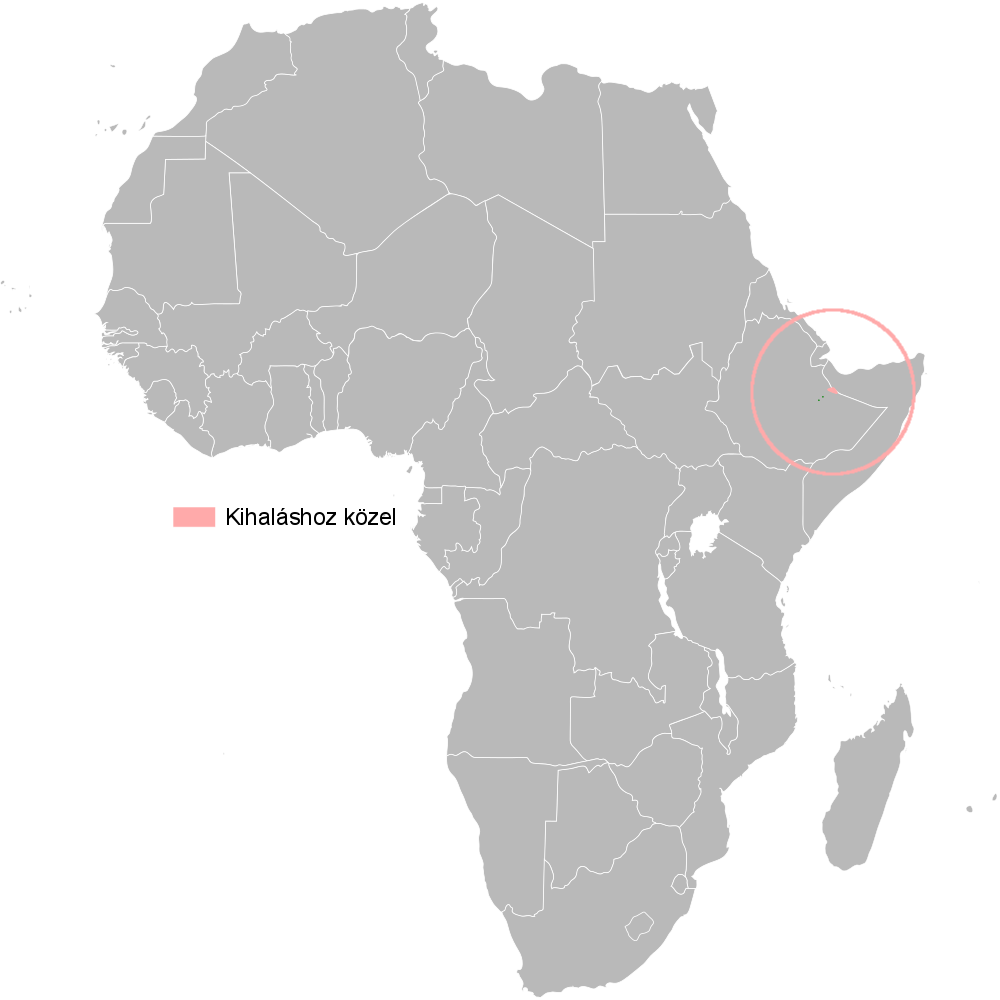
Verbreitungsgebiet der Somalispornlerche, der rosafarbene Kreis soll die Auffindbarkeit des Verbreitungsgebiets erleichtern

Der Lebensraum der Somalispornlerche lag ursprünglich nach bisherigem Kenntnisstand zwischen Hargeysa und Boorama im Nordwesten Somalias, entlang der Grenze zu Äthiopien. Die Region hat eine jährliche Niederschlagsmenge von 300 bis 400 mm. Sie befindet sich in einer Höhenlage bis 1500 m, ist felsig und war ursprünglich von offenem Buschland geprägt.
Heute ist das einzige bekannte Vorkommen im Liben Plain in der Negelli-Hochebene in der südäthiopischen Provinz Sidamo. Die Somalispornlerche bewohnt offenes Grasland mit vereinzelten Büschen, dichtere halbtrockene Akaziensavannen sowie Waldland.

## Lebensweise
Über die Lebensweise der Somalispornlerche ist nur wenig bekannt. Sie ist offenbar standorttreu. Bei Störungen eilt sie davon und sucht Schutz in der dichten Vegetation. Auch das Brut- und Paarungsverhalten ist kaum erforscht. Balzflüge wurden zwischen Januar und Mai beobachtet. Hierbei singen mehrere Männchen gleichzeitig, während sie über die Reviere fliegen. Nester und Eier sind unbeschrieben. Über das Nahrungsverhalten liegen ebenfalls keine Beobachtungen vor.

## Status
Die Somalispornlerche galt zwischen 1955 und 2007 als verschollen. Expeditionen zur Wiederentdeckung der Art in der Terra typica während der 1970er-Jahre schlugen ebenso fehl wie die Suchaktionen zwischen 1996 und 2006. 2007 gelang Claire Spottiswoode die Wiederentdeckung der Sidamospornlerche in der Liben-Grasebende in Äthiopien, bis sie nach einem weiteren Nachweis im Jahr 2011 erkannte, dass die Sidamospornlerche und die Somalispornlerche die gleiche Art repräsentieren. Der ehemalige Lebensraum der Somalispornlerche ist durch die Veränderung des Buschlandes und die Besiedelung durch Bürgerkriegsflüchtlinge zerstört worden.
Die verborgene Lebensweise der Somalispornlerche macht es allerdings sehr schwierig, sie aufzuspüren. Vermutlich könnte sie deshalb noch an anderen Stellen Somalias existieren, wo noch intaktes Buschland vorhanden ist und sie bisher übersehen wurde. Von der IUCN wird sie in die Kategorie „vom Aussterben bedroht“ klassifiziert.